# 特林頓 (北卡羅萊納州)
特林頓（英語：Turlington）是位於美國北卡羅萊納州哈尼特縣的非建制地區。

## 歷史
特林頓的郵局於1885年設立，其後於1907年停運。

## 地理
特林頓所處的海拔為高於海平面65米（即213英呎），而該地所採用的時區為UTC-5，即北美东部时区（EST）。同時該地設有夏令時間，為UTC-5調快一小時，即UTC-4（EDT）。